# Paraskeletodes gracilis
Paraskeletodes gracilis là một loài bọ cánh cứng trong họ Cerambycidae.